# ويليام هيوز (كاتب)
ويليام هيوز (بالإنجليزية: William Hughes)‏ هو كاتب بريطاني، ولد في 25 أغسطس 1964.